# Gonepteryx
Gonepteryx is een geslacht van vlinders uit de familie Pieridae (witjes).
De wetenschappelijke naam werd in 1815 gepubliceerd door Leach.

## Soorten
Het geslacht omvat de volgende soorten:
- Gonepteryx amintha (Blanchard, 1871)
- Gonepteryx aspasia Ménétriés, 1858
- Gonepteryx burmensis Tytler, 1926
- Gonepteryx carnipennis Butler
- Gonepteryx chitralensis (Moore, 1905)
- Gonepteryx cleobule (Hübner, 1831)
- Gonepteryx cleopatra (Linnaeus, 1767)
- Gonepteryx eversi Rehnelt, 1974
- Gonepteryx farinosa (Zeller, 1847)
- Gonepteryx maderensis Felder, C, 1863
- Gonepteryx mahaguru (Gistel, 1857)
- Gonepteryx palmae Stamm, 1963
- Gonepteryx rhamni (Linnaeus, 1758)
- Gonepteryx taiwana Paravicini, 1913